# Albert Markos
Albert Markos (født 17. oktober 1914 i Cristuru Secuiesc, Rumænien - død 11. juni 1981) var en rumænsk komponist, dirigent, professor, lærer og violinist.
Markos studerede komposition, violin og direktion på Musikkonservatoriet i Cluj hos Martian Negrea. Han har skrevet 2 symfonier, orkesterværker, kammermusik etc. Markos var professor og lærer i komposition på George Dima Conservatory i Cluj-Napoca.

## Udvalgte værker
- Symfoni nr. 1 "Symfoni i Velstand Liberty" (1961) - for orkester
- Symfoni nr. 2 "Koncertante" (1964) - for blæserkvintet og kammerorkester